# 新恩佩拉多爾
新恩佩拉多爾（西班牙語：Nuevo Emperador），是巴拿馬的城鎮，位於該國中東部，由西巴拿馬省的阿賴漢區負責管轄，面積24.4平方公里，海拔高度125米，2010年人口3,903，人口密度每平方公里160人。